# Jean-Pierre Papin
Jean-Pierre Papin (* 5. listopadu 1963 v Boulogne-sur-Mer) je bývalý fotbalový francouzský útočník a nyní trenér RC Strasbourg. Pelé ho roku 2004 zařadil mezi 125 nejlepších žijících fotbalistů.

## Klubová kariéra
V roce 1991 se stal, ještě jako hráč Olympique de Marseille, držitelem Zlatého míče. Stal se jediným vítězem, který působil ve francouzské nejvyšší soutěži. Ve francouzské Ligue 1 se stal pětkrát (1988-1992) po sobě nejlepším střelcem této soutěže. V dresu Olympique de Marseille vstřelil ve 254 utkáních 157 branek.
Hráčská kariéra – INF Vichy (1983-1984), Valenciennes FC (1984-1985), Club Brugge KV (1985-1986), Olympique de Marseille (1986-1992), AC Milán (1992-1994), FC Bayern Mnichov (1994-1996), FC Girondins de Bordeaux (1996-1998) a EA Guingamp (1998).

## Reprezentační kariéra
V 54 reprezentačních utkáních vstřelil 30 branek. Zahrál si na MS 1986 v Mexiku, kde Francie skončila na třetím místě. Dále si zahrál také na ME 1992 ve Švédsku. Poslední zápas v národním týmu odehrál v roce 1995.

## Trenérská kariéra
Trenérská kariéra – RC Strasbourg (2006-2007), RC Lens (2007-2008), LB Châteauroux (2009-2010).

## Statistika
| Klub                     | Sezóna  | Liga   | Liga | Pohár  | Pohár | LM či EL | LM či EL | Celkem | Celkem |
| Klub                     | Sezóna  | Zápasy | Góly | Zápasy | Góly  | Zápasy   | Góly     | Zápasy | Góly   |
| ------------------------ | ------- | ------ | ---- | ------ | ----- | -------- | -------- | ------ | ------ |
| Valenciennes             | 1984/85 | 33     | 15   | 0      | 0     | 0        | 0        | 33     | 15     |
| Club Brugge KV           | 1985/86 | 33     | 20   | 0      | 0     | 4        | 5        | 37     | 25     |
| Olympique de Marseille   | 1986/87 | 33     | 13   | 11     | 3     | 0        | 0        | 44     | 16     |
| Olympique de Marseille   | 1987/88 | 37     | 19   | 1      | 0     | 8        | 4        | 46     | 23     |
| Olympique de Marseille   | 1988/89 | 36     | 22   | 10     | 11    | 0        | 0        | 46     | 33     |
| Olympique de Marseille   | 1989/90 | 36     | 30   | 4      | 2     | 8        | 6        | 48     | 38     |
| Olympique de Marseille   | 1990/91 | 36     | 23   | 5      | 7     | 9        | 6        | 50     | 36     |
| Olympique de Marseille   | 1991/92 | 37     | 27   | 4      | 4     | 4        | 7        | 44     | 38     |
| AC Milán                 | 1992/93 | 22     | 13   | 0      | 0     | 7        | 3        | 29     | 16     |
| AC Milán                 | 1993/94 | 18     | 5    | 0      | 0     | 6        | 4        | 24     | 9      |
| FC Bayern Mnichov        | 1994/95 | 7      | 1    | 0      | 0     | 3        | 2        | 10     | 3      |
| FC Bayern Mnichov        | 1995/96 | 20     | 2    | 0      | 0     | 5        | 1        | 25     | 3      |
| FC Girondins de Bordeaux | 1996/97 | 32     | 16   | 4      | 0     | 0        | 0        | 36     | 16     |
| FC Girondins de Bordeaux | 1997/98 | 23     | 6    | 5      | 5     | 2        | 0        | 30     | 11     |
| EA Guingamp              | 1998/99 | 9      | 3    | 0      | 0     | 0        | 0        | 9      | 3      |
| Celkově                  | Celkově | 441    | 225  | 44     | 32    | 68       | 39       | 554    | 296    |

## Úspěchy

### Klubové
- 4× vítěz Ligue 1 (1988/89, 1989/90, 1990/91, 1991/92)
- 2× vítěz Serie A (1992/93, 1993/94)
- 1× vítěz francouzského poháru (1989)
- 1× vítěz belgického poháru (1986)
- 1× vítěz italského superpoháru (1992)
- 1× vítěz Ligy mistrů (1993/94)
- 1× vítěz Evropské ligy (1995/96)

### Reprezentační
- 1× na MS (1986 – bronz)
- 1× na ME (1992)

### Individuální
- 1× vítěz Zlatého míče – (1991)[2]
- 1× vítěz Onze d'Or – (1991)
- 2× nejlepší fotbalista Francie – (1989, 1991)
- 3× nejlepší střelec v evropských pohárech – (1990, 1991, 1992)
- 5× nejlepší střelec Ligue 1 – (1988, 1989, 1990, 1991, 1992)